# Massís Vinson

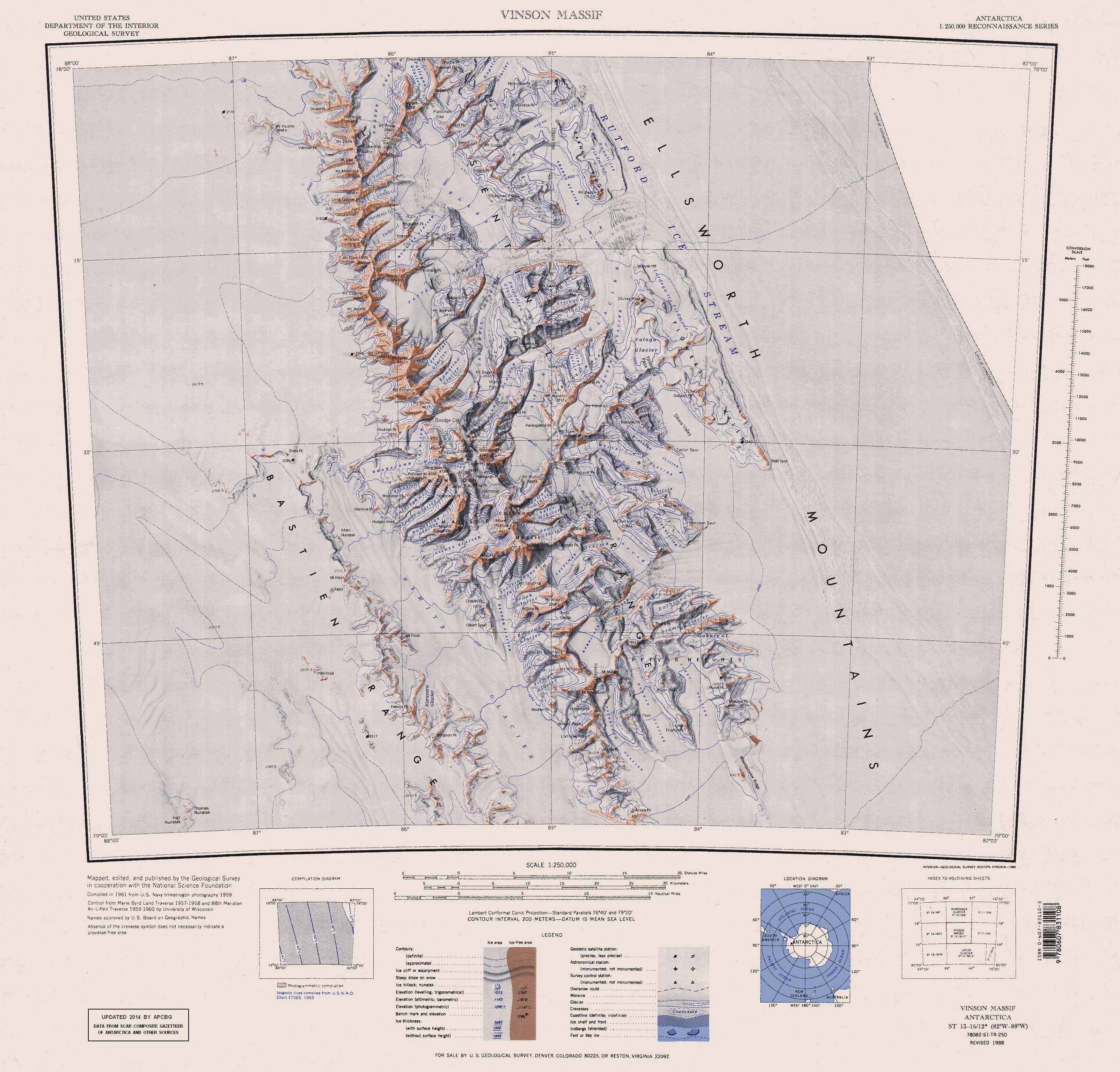
Mapa de serralada del Sentinella, muntanyes Ellsworth

El massís Vinson és un gran massís muntanyós de l'Antàrtida que fa 21 km de llarg i 13 km d'ample i es troba dins de la Serralada del Sentinella de les muntanyes Ellsworth. Té vistes a la barrera de gel Filchner-Ronne prop de la base de la Península Antàrtica. El massís es troba a uns 1200 km del pol Sud. El massís Vinson va ser descobert el gener de 1958 per avions de la Marina dels Estats Units. El 1961, el Comitè Assessor de Noms Antàrtics (US-ACAN) va nomenar el massís de Vinson, en honor a Carl G. Vinson, congressista dels Estats Units de l'estat de Geòrgia, pel seu suport a l'exploració de l'Antàrtida. L'1 de novembre de 2006, US-ACAN va declarar Mount Vinson i Vinson Massif com a entitats separades. El massís Vinson es troba dins de la reivindicació xilena no reconeguda sota el Sistema del Tractat Antàrtic. A l'extrem sud del massís es troba el mont Craddock (4.650 m).
El mont Vinson és el cim més alt de l'Antàrtida, amb 4892 m. Es troba a la part nord de l'altiplà cim del massís de Vinson, a la part sud de la carena principal de la serralada del Sentinella, aproximadament 2 km al nord de Hollister Peak. Va ser escalada per primera vegada l'any 1966 per un equip nord-americà dirigit per Nicholas Clinch. Una expedició del 2001 va ser la primera a escalar per la ruta de l'Est, i també va prendre mesures per GPS de l'alçada del cim. Al febrer de 2010, 1.400 escaladors han intentat arribar al cim del Mont Vinson.

## Geografia
El massís Vinson s'estén entre Goodge Col i la glacera Branscomb al nord-oest, la glacera Nimitz i la glacera Gildea al sud-oest i al sud, i la glacera Dater i el seu afluent Glacera Hinkley a l'est. La part sud-est del massís acaba a Hammer Col, que l'uneix al massís de Craddock, del qual el punt més alt és el mont Rutford (4.477 m). El massís comprèn tant l'alta altiplà central de Vinson amb els seus pocs cims que s'eleven a més de 4700 m, i diverses carenes laterals, majoritàriament amb tendència al sud-oest o nord-est des de l'altiplà.
L'alçada actual (4.892 m) del mont Vinson es va mesurar mitjançant una investigació GPS que va ser realitzada per l'equip de la Fundació Omega l'any 2004 format per Damien Gildea d’Austràlia (líder) i Rodrigo Fica i Camilo Rada de Xile. Des de 1998 i fins al 2007, la Fundació Omega ha col·locat un receptor GPS al cim durant un període adequat per obtenir lectures precises per satèl·lit.

## Geologia
Els estrats molt inclinats coneguts com a Crashsite Group formen el massís de Vinson. Són 3.000 m d'aigües poc profundes , majoritàriament marines, marrons, verds i vermells (quarzites ) Quars i argilites. En ordre ascendent, el grup Crashsite es subdivideix en la formació Howard Nunataks (1.630 m), la formació Mount Liptak (1.070 m), i la formació Mount Wyatt Earp (300 m). Els llits resistents a l'erosió i molt inclinats de la formació Mount Wyatt Earp comprenen la cresta del massís de Vinson, inclòs el mont Vinson. Els estrats molt inclinats del grup Crashsite formen part de l'extrem occidental d'un sinclinal important que forma el nucli de la serralada Sentinel dins de les muntanyes Ellsworth. La formació Mount Wyatt Earp conté fòssils del Devonià. Els llits de transició a la base del grup Crashsite contenen trilobits del Cambrià tardà. Les parts inferiors intervingudes del grup Crashsite probablement inclouen estrats ordovicià i silúric.

## Clima i glaceres
El clima del mont Vinson està generalment controlat pel sistema d'alta pressió del Casquet glacial polar, creant condicions predominantment estables, però, com en qualsevol clima polar, hi ha una possibilitat de forts vents i nevades. Tot i que la nevada anual al Mont Vinson és baixa, els forts vents poden provocar acumulacions de fins a 46 cm en un any. Durant la temporada d'estiu, de novembre a gener, hi ha 24 hores de llum solar. Mentre que la temperatura mitjana durant aquests mesos és de -30 °C, el sol intens fon la neu sobre objectes foscos.
El clima polar que afecta el massís de Vinson es caracteritza per la seva sequera i temperatures negatives. En aquestes condicions climàtiques, els tres centímetres de precipitació anual són totalment en forma de neu de manera que l'aigua líquida és inexistent durant tot l'any. Al llarg dels successius dipòsits, aquesta neu s'assenta, es compacta, expulsa l'aire que conté i es transforma en gel que després forma glaceres. Aquestes glaceres segueixen la topografia i progressen a les valls que tallen els vessants de la muntanya. Així, la glacera Vinson que ocupa la cara nord de la muntanya condueix al coll Vinson-Shinn i alimenta d'una banda la glacera de Branscomb que desemboca a la cara oest del massís de Vinson cap a la glacera de Nimitz i d'altra banda el Crosswell. Glacera que s'uneix al corrent de gel de Rutford a través de la glacera Ellen. El gel que flueix de la cara sud del massís de Vinson s'uneix a la glacera Branscomb.

## Fauna i flora
A causa del clima polar present a l'Antàrtida, la vida només es pot desenvolupar realment al 2 % de terra lliure de gel situada majoritàriament a les costes. No obstant això, s'han trobat líquens a menys de 400 quilòmetres del pol sud, la qual cosa no exclou que existeixin a les roques a l'aire lliure del massís de Vinson. La fauna, en canvi, està completament absent ja que l'animal trobat més al sud és un àcar recuperat a 85° de latitud sud.

## Història
Durant molt de temps es va sospitar que una muntanya alta, coneguda provisionalment com «Vinson», es trobava en aquesta part de l'Antàrtida occidental, però en realitat no es va veure fins al gener de 1958, quan va ser detectat per avions de la Marina dels EUA que van sortir des de l'estació de Byrd. Va rebre el nom de Carl Vinson, representant dels Estats Units de Geòrgia que va ser un defensor clau del finançament de la investigació antàrtica. La primera mesura del massís de Vinson es va establir el 1959 a l'alçada de 5.140 m.

### Primera ascensió
L'any 1963, dos grups diferents de l'American Alpine Club, un comandat per Charles Hollister i Samuel C. Silverstein, de Nova York, i un altre capitanejat per Peter Schoening, de Seattle, cercaren fons a la National Science Foundation per tal de formar una expedició per coronar el Vinson. Els dos grups es van fusionar en un de sol a la primavera de 1966 per desig de la National Science Foundation i l'American Alpine Club, i Nicholas Clinch (Pasadena) va ser recrutat per l'AAC per comandar la recent fusionada expedició. Anomenada oficialment la American Antarctic Mountaineering Expedition 1966/67, l'expedició va ser patrocinada per l'AAC i la National Geographic Society, i va comptar amb el suport sobre el terreny de la U.S. Navy i la National Science Foundation Office of Antarctic Programs. 
En total 10 científics i muntanyers, a més a més d'en Clinch, van participar en l'AAME 1966/67: Barry Corbet (Jackson Hole, WY), John Evans (University of Minnesota, Minneapolis, MN), Eiichi Fukushima (University of Washington, Seattle, WA), Charles Hollister, Ph.D. (Columbia University, New York, NY), William Long, Ph.D. (Alaska Methodist University, Anchorage, AK), Brian Marts (Seattle, WA), Peter Schoening (Seattle, WA), Samuel Silverstein, M.D. (Rockefeller University, New York, NY) and Richard Wahstrom (Seattle, WA).
Durant els mesos anteriors a la seva partida envers l'Antàrtida, l'expedició va rebre una considerable atenció per part de la premsa, especialment degut als reportatges que avançaven que Woodrow Wilson Sayre estava planejant volar en un Piper Apache pilotat per Max Conrad, l'«avi volador», amb quatre companys més vers la Serralada del Sentinella per tal de pujar al Vinson. Sayre s'havia forjat una reputació de viatges problemàtics com a resulta del seu fracassat, no autoritzat i gairebé fatal intent de coronar l'Everest pel vessant nord l'any 1962. La seva incursió no autoritzada al Tibet va portar a la Xina a presentar una protesta oficial al Departament d'Estat dels Estats Units. Finalment l'intent de volar al Vinson no es va dur a terme. Conrad va tenir dificultats amb l'avió, i segons la premsa, ell i Sayre encara estaven a Buenos Aires el dia que els primers quatre membres de l'expedició AAME 1966/67 van assolir el cim del Vinson.
Al desembre de 1966 la Navy va transportar l'expedició i les seves provisions des de Christchurch a la base antàrtica McMurdo Sound, dels Estats Units, i d'allà amb un Hercules C-130 equipat amb esquís, fins a la Serralada del Sentinella. Tots els membres de l'expedició van coronar el cim. El primer grup el 18 de desembre de 1966, quatre membres més l'endemà, i els darrers tres el dia 20.
El 17 d'agost de 2006, a partir de la nominació de Damien Gildea de la Fundació Omega, US-ACAN va aprovar nomenar els cims subsidiaris al sud del Mont Vinson per als membres de l'AAME 1966/67 Nicholas Clinch, Barry Corbet, Eiichi Fukushima, Charles Hollister, Brian Marts, Samuel Silverstein, Peter Schoening i Richard Wahlstrom. Altres cims de la serralada Sentinella havien estat batejats anteriorment per John Evans i William Long.

### Ascensions posteriors

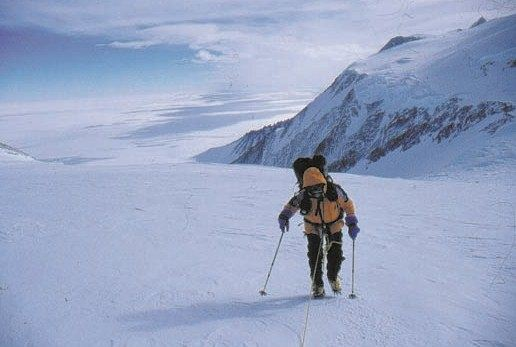
Gavin Bate pujant el mont Vinson l'any 2000

L'escalada al Vinson ofereix poques dificultats tècniques més enllà de la mateixa duresa d'una incursió a l'Antàrtida, i com un dels Set Cims, ha rebut molta atenció per part d'alpinistes amb recursos en els darrers anys. Entre 1985 i el 2000, Adventure Network International (l'única agència privada que organitza expedicions al Vinson) ha guiat al voltant de 450 escaladors cap al cim.
Antarctic Logistics and Expeditions (ALE) ha comprat recentment la Adventure Network International. ALE és ara l'única companyia que ofereix vols al Massís Vinson, tot i que a més d'aquesta, existeixen altres companyies que guien clients al cim del Vinson.
La nova alçada oficial (4,892 m, 5 metres inferior a l'alçada oficial anterior) prové d'una mesura amb GPS per la "2004 Omega Foundation", equip format per Damien Gildea d'Austràlia (leader), i Rodrigo Fica i Camilo Rada de Xile.

### Primera ascensió pel vessant est
Mentre que la majoria d'ascensions al cim van fer servir el vessant oest del massís, des de la glacera de Branscomb, la primera ascensió pel vessant est va ser completat per un equip de 8 persones patrocinat per una productora de sèries de TV (Nova), el gener de 2001. L'equip estava format per: Conrad Anker - líder de l'expedició - i Jon Krakauer, Dave Hahn, Andrew Mclean, Dan Stone, Lisel Clark (primera dona a coronar per aquest vessant), John Armstrong i Rob Raker.
Aquest equip va ser el primer a fer un mesurament amb GPS de l'alçada del cim, que resultà en el 4.897 metres que van ser l'alçada oficial fins a l'expedicó de tres anys més tard.
Tot i que la gran majoria de les pujades anteriors al cim han utilitzat el costat occidental del massís des de la glacera Branscomb, la primera ascensió des del costat est va ser completada amb èxit per un equip de vuit persones patrocinat per NOVA el gener de 2001. L'equip estava format per:
- Conrad Anker - líder de l'expedició
- Jon Krakauer – alpinista i autor
- Dave Hahn: guia de muntanya amb 34 ascensions, incloses les ascensions a Gardner i Shinn.
- Andrew Mclean - esquiador extrem
- Dan Stone - glaciòleg
- Liesl Clark – productor
- John Armstrong - càmera
- Rob Raker: assistent de càmera i gravació de so

L'equip no només va fer la primera ascensió des del costat est, sinó que també va realitzar investigacions científiques sobre l'acumulació de neu a diferents elevacions i va fer la primera lectura de GPS a terra des del cim. La lectura del GPS va donar l'elevació del punt més alt de l'Antàrtida en 4.900 m, eclipsant les altures establertes anteriorment registrades el 1959 i el 1979.
Una altra novetat va ser l'aterratge amb èxit de l'avió d'un Twin Otter a la glacera Dater superior, als vessants orientals del mont Vinson.

## Mapes
- Massís de Vinson. Mapa topogràfic a escala 1:250 000. Reston, Virgínia: US Geological Survey, 1988.
- D. Gildea i C. Rada. Vinson Massif i la serralada Sentinel. Mapa topogràfic a escala 1:50 000. Fundació Omega, 2007.
- Base de dades digital antàrtica (ADD). Mapa topogràfic de l'Antàrtida a escala 1:250000. Comitè Científic d'Investigació Antàrtica (SCAR). Des de 1993, actualitzat periòdicament.